# 香港樹人學校
香港樹人學校（英語：Hong Kong Shu Yan School），為香港一所正準備以津貼形式復辦的私立學校，其舊址位於北角。此校於1960年創校，2003年停辦，設有幼兒園（1974年起）、幼稚園部及小學部。1979年起參與政府「中學學位分配辦法」。校方於2002年有意於東涌近迎東邨，與漢華中學合作興建新校舍，不過有關計劃曾一度被教育局擱置。校董會在2017及2019年兩度向政府申請於沙田水泉澳及大埔區復校，但校舍最後分配予東華三院及香港五旬節聖潔會，分別開辦東華三院蔡榮星小學及五旬節聖潔會永光小學。然而，按照教育局更新後的校舍分配結果文件，香港樹人學校在東涌建校的計劃已經解凍，預計2028年起恢復運作。

## 校政管理
歷任校監
- 1960年至1963年：游聲洛 先生
- 1963年至2003年：李月波 女士[8]

歷任校長
- 1960年至1963年：秦君慧 女士
- 1963年至1970年：郭小蓮 女士[10]
- 1970年至1982年：梁渭容 女士[11][註 1]
- 1982年至1987年：李潛 女士
- 1987年至2003年：何潤玲 女士[12]

歷任副校長
- 潘潔馨 女士[13]
- 葉黎黎 女士[9]

## 背景
香港樹人學校由「樹人教育機構」創辦人游聲洛在1960年創立，至1963年由李月波接辦。香港樹人學校的原址位於北角清華街8-10號；其後在1969年增設渣華街96-98號樹人幼稚園校舍；直至1973年搬至英皇道413-421號新光戲院旁。
香港樹人學校在1980年代逐步由私校轉型為非牟利團體，繼而註冊為教育機構，為申辦正式校舍鋪路。與此同時，亦邀請社會賢達加入校董會，當中包括前行政會議成員鍾瑞明、中銀國際副董事長林廣兆、前屋宇署署長蔡宇略、前職業訓練局執行幹事劉文忠、資深教育家李金鐘等人。另外，創校人李月波委派前校長何潤玲等人加入樹人教育基金會。之後加入校董會的還有培僑小學創校校長連文嘗。1999年9月，香港樹人學校轉為全日制上課。
但是，學校自1997年後收生人數明顯減少，由每年開辦兩班小一（60至70人），跌至全級只得十多名學生。結果在2003年因英皇道校舍的業主大幅加租而被迫停辦。
在停辦後，校董會不斷努力籌備復校事宜。在2017年，政府在沙田興建水泉澳邨後公佈第三次校舍分配工作。香港樹人學校校董會引入香港公開大學校長黃玉山、資深官立學校校長洪進美、全國人大港區代表王敏剛、太平船務總經理區浩榮等知名人士出任新校校董以爭取於該區復校的機會。
此前，香港樹人學校早於2003年向教統局申請於東涌建校延續辦學過程，且獲分配校舍興建直接資助小學。不過政府最後決定放緩建校計劃，並重新檢討及進行評估，直至2020年9月才低調公佈重啟計劃（但是，擬建學校將改為津貼小學）。其後，政府於2021年6月為此校的後千禧校舍建築顧問服務招標，標誌復校的工作開始進入直路。
至2025年1月，復辦校舍議案正式交付立法會教育事務委員會，並公佈此校將延至2028年才恢復運作。
該校由創校至停辦，招收了很多暫時無法進入公立小學的新移民學生。學生在校學習時，校方會提供全日制在校用午餐的服務。

## 校徽釋義
在香港樹人學校的校徽內，底部有一本翻開了、代表知識的書本。而圖案中間的大樹下面有一名少男和一名少女，代表中國自古以來在社會發展方面的勞動文化。在熱愛勞動的過程中可體現人的美德。此外，整個校徽都包含了「百年樹人」的意思。透過培育學生的五育發展，從而令他們成為德才兼備的人。

## 復辦校舍
復辦校舍為一座小學後千禧校舍，佔地6,180平方米，設有30間課室及各種特別室。
校舍由劉榮廣伍振民建築師事務所設計，其設計及用色參考聖公會莫壽增會督中學，及大埔東昌街康體大樓。校舍由亮雅-合利聯營承建，預計2028年完工。

### 施工圖集

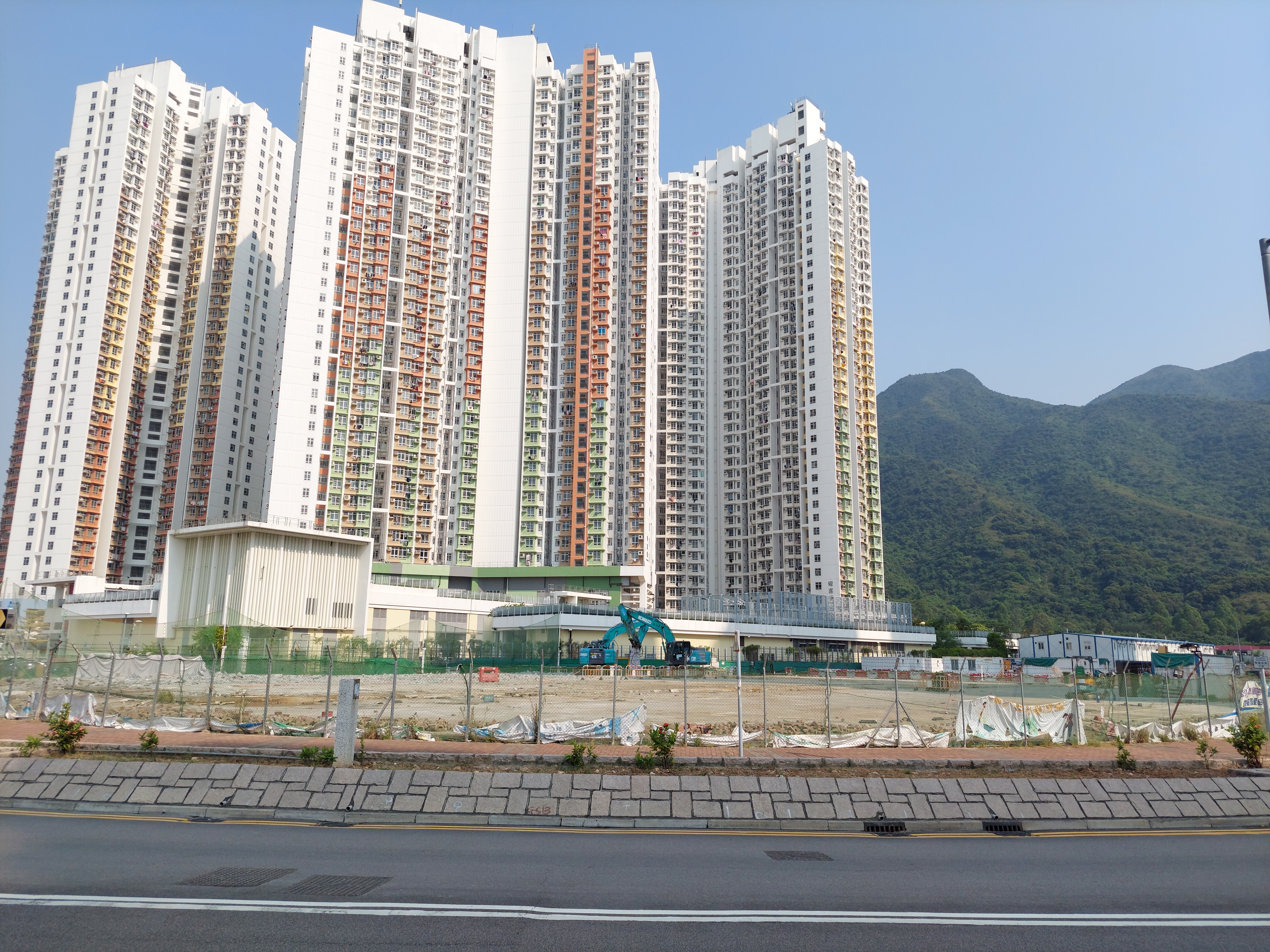
動工前，2022年9月
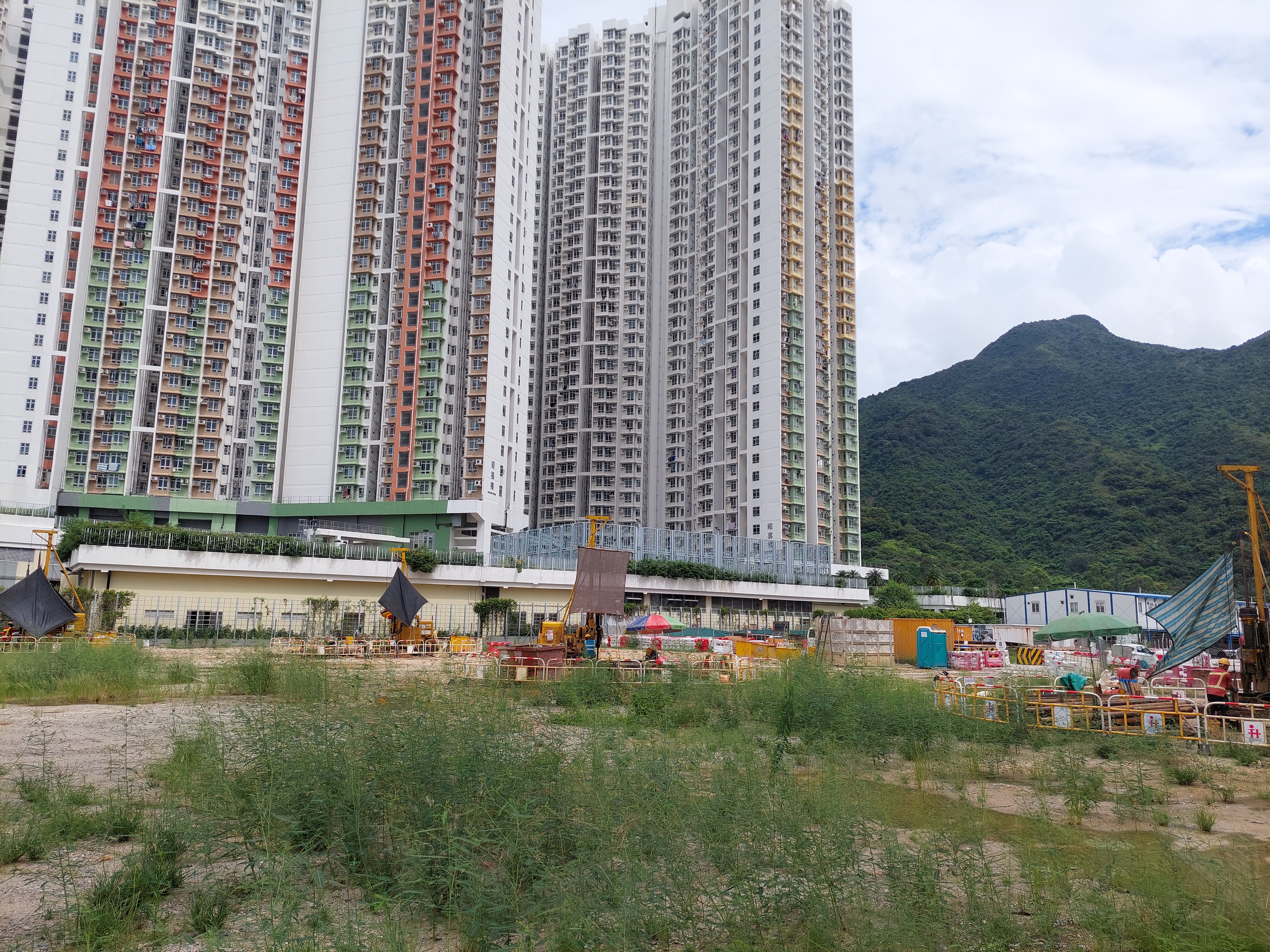
進行前期地質勘探，2023年8月

## 著名教師
- 貝鈞奇：香港體育界知名人士（於1960年代末至1970年代初任教）[28]

## 著名/傑出校友
- 盧慶輝（1982年第15屆小六）：前香港男演員
- 陶傑（1970年第3屆小六）：香港著名作家[9]
- 陳仁啟：香港教育專業人員協會理事[29]
- 仇健明（1973年第6屆小六）：香港復康力量董事、再生會十大再生勇士（2015年）[30]
- 王惠成（1993年第26屆小六）：香港教育工作者聯會副主席（2014-2019年）[31]
- 丁煌（1991年第24屆小六）：香港高等法院執業大律師[31]
- 呂少群（1984年第17屆小六）：大公報港聞部副主及教育版主編[9]
- 楊素梅（1990年第23屆小六）：前太陽城集團執行董事、仁愛堂第38屆董事局副主席、帝國集團環球控股有限公司副主席[31]

## 外部連結
- 香港樹人學校的Facebook專頁
- 香港樹人學校校友會網址 （页面存档备份，存于）
- 樹人幼稚園